# Donna Kalil
Donna Kalil, née en 1962, est une chasseuse de pythons américaine.

## Biographie
Fille d'un pilote de l'armée américaine née en 1962, Donna Kalil vit à Caracas, au Venezuela, où son père est stationné, avant que la famille déménage en Floride, quand elle a cinq ans. Elle reçoit alors pour Noël un livre sur les serpents, mémorise les noms des espèces et apprend à les attraper.
Après avoir été agente immobilière, alors qu'elle a 55 ans, elle devient la première femme à intégrer l'unité d'élite de lutte contre les pythons birmans, espèce invasive en Floride, dans les marais des Everglades.
En 2021, elle remporte le prix des professionnels ayant éliminé le plus de pythons dans une compétition organisée par le gouverneur de Floride Ron DeSantis, en capturant 19 animaux. Elle dit avoir capturé plus d'un millier de pythons birmans.
Elle n'apprécie pas de devoir euthanasier les serpents capturés, et cuisine ceux qui sont comestibles. Elle cuisine aussi les œufs de serpents dans des cookies de Noël.
Un documentaire centré sur elle, Python Huntress, est récompensé par plusieurs prix, dont le prix du court métrage documentaire au Festival du film de San Antonio (en) en 2023.